# Acanalonia umbraculata
Acanalonia umbraculata är en insektsart som först beskrevs av Fabricius 1803.  Acanalonia umbraculata ingår i släktet Acanalonia och familjen Acanaloniidae. Inga underarter finns listade i Catalogue of Life.